# Incident de Ganghwa

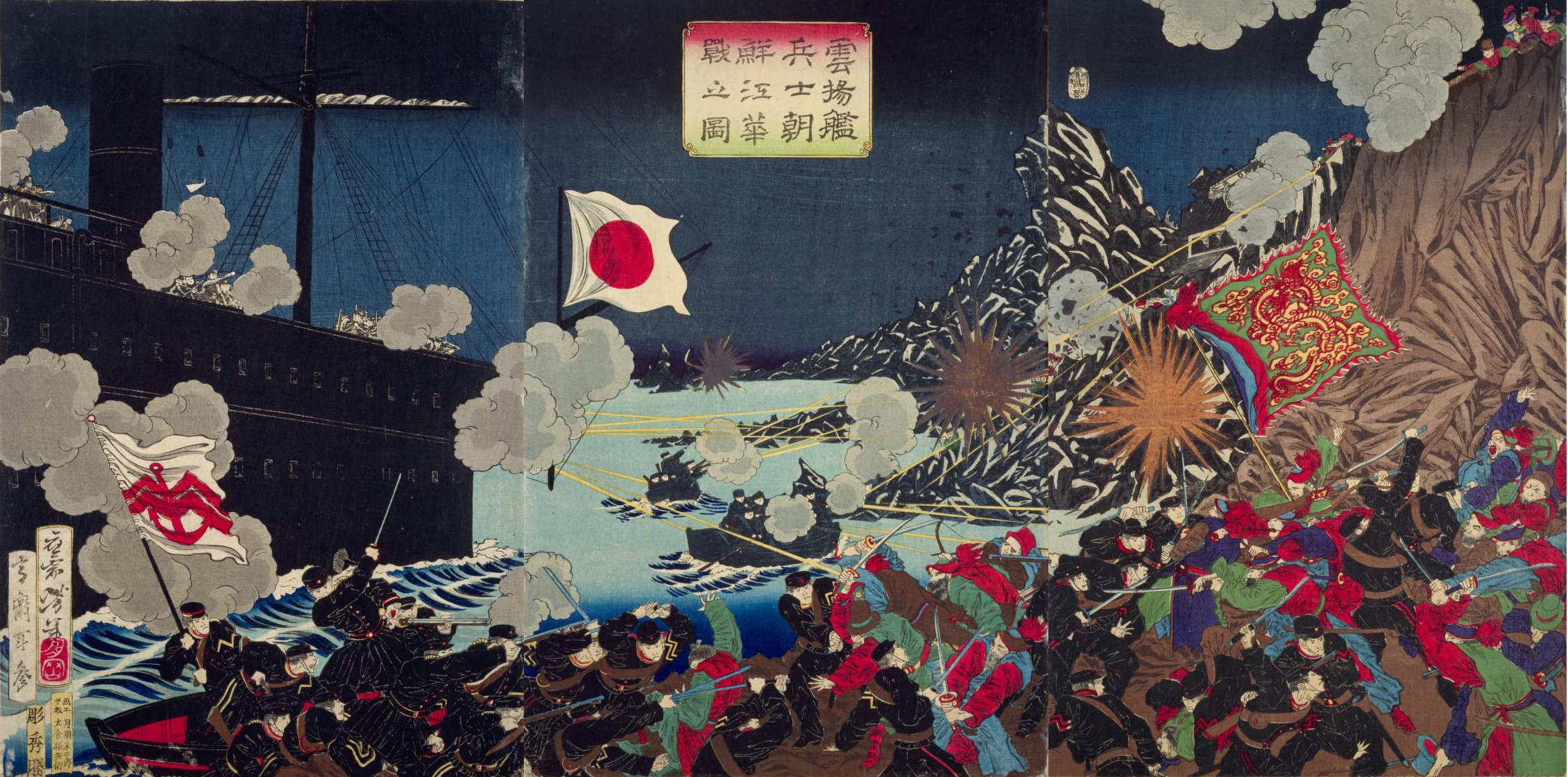
Le débarquement des troupes japonaises sur l'ile de Ganghwa

L'incident de l'Unyo s'est produit le 20 septembre 1875 entre un navire militaire japonais et l'armée coréenne sur l'ile de Ganghwa. Il mena à la signature d'un traité d'amitié qui ouvrait la Corée au Japon. 

## Contexte
Au XIXe siècle, la Corée était un État vassal de la Chine qui tentait d'éviter les contacts avec les puissances étrangères. Ces dernières avaient déjà à plusieurs reprises tenté de faire pression sur le gouvernement. Ainsi, les Français en 1866 et les États-Unis en 1871 avaient déjà occupé l'ile de Ganghwa à proximité de Séoul ce qui n'avait fait que renforcer l'isolationnisme de ce pays. 
À côté, le Japon est entré dans une ère de modernisation depuis la restauration de Meiji en 1868 et le renforcement du pouvoir impérial. Cependant, les relations sont tendues entre les deux pays, en témoigne, le refus du gouvernement coréen de reconnaître le Japon en tant qu'empire, ce terme ne pouvant être appliqué qu'à la Chine.

## L'incident

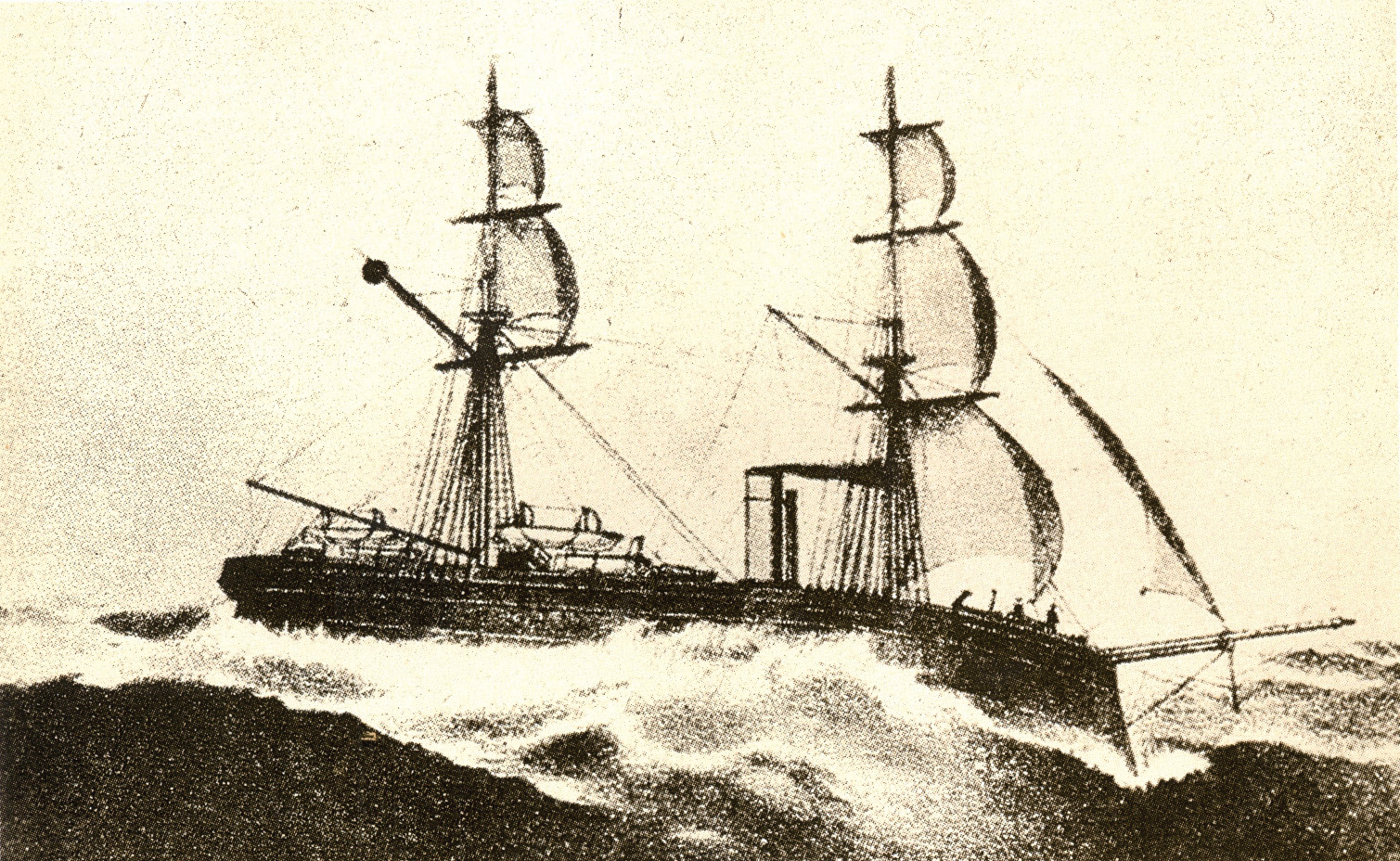
LUnyo.

En 1875, l'Unyo, une canonnière de la marine japonaise commandée par l'amiral Inoue Yoshika est envoyée le long des côtes de la Corée pour une mission de surveillance. Arrivés devant les forts de Ganghwa le 20 septembre, les marins envoient un petit bateau pour aller chercher de l'eau potable. Les Coréens ouvrent le feu puis les canons de l'Unyo répliquent et les Japonais débarquent. La puissance de feu des Japonais est plus grande, mais ils retournent au Japon après cette attaque.

## Les conséquences
Après cet évènement, la marine japonaise organise un blocus de la région et exige des excuses officielles. Après l'envoi de Kuroda Kiyotaka en mission diplomatique, les deux pays signent le 27 février 1876 le traité de Ganghwa qui ouvre la Corée aux Japonais, le premier d'une série de traités inégaux avec les puissances impérialistes.